# Neoperla foveolata
Neoperla foveolata är en bäcksländeart som beskrevs av František Klapálek 1921. Neoperla foveolata ingår i släktet Neoperla och familjen jättebäcksländor. Inga underarter finns listade i Catalogue of Life.